# Стежару (Мехединци)
Стежару (рум. Stejaru) насеље је у Румунији у округу Мехединци у општини Коркова. Oпштина се налази на надморској висини од 169 m.

## Становништво
Према подацима из 2002. године у насељу је живело 498 становника, од којих су сви румунске националности.